# Allium douglasii
Allium douglasii — вид трав'янистих рослин родини амарилісові (Amaryllidaceae), ендемік північно-східного США, штатів Орегон, Вашингтон.

## Опис
Цибулин 1–4, яйцюваті, 1.2–3 × 1–2 см; зовнішні оболонки містять 1 або більше цибулин, світло-коричневі, перетинчасті; внутрішні оболонки білі, іноді рожеві. Листки, як правило, стійкі, зелені в період цвітіння, 2, базально розлогі; листові пластини плоскі, 9–28 см × (2)5–15 мм, краї цілі. Стеблина стійка, поодинока, прямостійна, (10)20–30(40) см × 1–4 мм. Зонтик стійкий, прямостійний, компактний, 25–50-квітковий, півсферичний до кулястого, цибулинки невідомі. Квіти ± зірчасті, (6)7–8(10) мм; листочки оцвітини розлогі, від світло-рожевого до пурпурового забарвлення з яскраво вираженими зеленими серединними ребрами, вузько-ланцетні,± рівні, краї цілі, верхівка загострена. Пиляки синьо-сірі; пилок білий до світло-сірого. Насіннєвий покрив блискучий. 2n = 14.
Цвітіння: травень — липень.

## Поширення
Ендемік північно-східного США, штатів Орегон, Вашингтон.
Населяє зимово-вологі, неглибокі ґрунти на скельних відслоненнях; 400–1300 м.